# Serain
Serain ist eine französische Gemeinde mit 390 Einwohnern (Stand 1. Januar 2022) im Département Aisne in der Region Hauts-de-France. Sie gehört zum Arrondissement Saint-Quentin, zum Kanton Bohain-en-Vermandois und zum Gemeindeverband Pays du Vermandois.

## Geografie
Die Gemeinde Serain liegt an der Grenze zum Département Nord, 21 Kilometer südöstlich von Cambrai und 24 Kilometer nordnordöstlich von Saint-Quentin. Umgeben ist Serain von den Nachbargemeinden Élincourt im Norden, Prémont im Osten und Südosten, Beaurevoir im Süden sowie Malincourt im Westen. Die südöstliche Gemeindegrenze folgt dem Verlauf einer alten Heerstraße des Systems Chaussée Brunehaut. Im Süden der Gemeinde stehen drei Windkraftanlagen als Teil eines interkommunalen Windparks.

## Geschichte
Während des Ersten Weltkriegs war das Dorf vom 28. August 1914 bis zum Oktober 1918 von deutschen Truppen besetzt. Zunächst lag Serain von der unmittelbaren Frontlinie entfernt und diente als Stützpunkt für die deutsche Armee.
Der Ort wurde am 8. Oktober 1918 nach harten Kämpfen von der 66. britischen Division befreit.
Angesichts der Leiden der Bevölkerung in den vier Jahren der Besatzung und der schweren Beschädigungen der Gebäude wurde Serain am 19. April 1921 mit dem Croix de Guerre 1914–1918 ausgezeichnet.

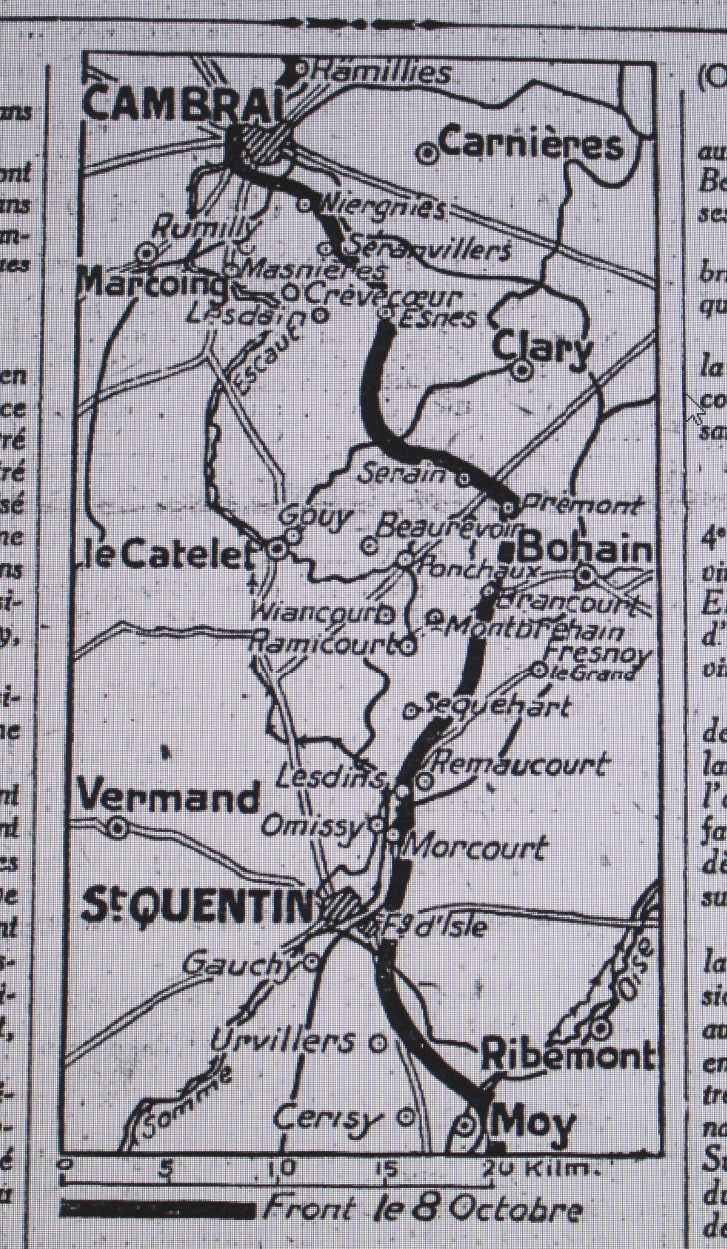
Karte des Frontverlaufs am 8. Oktober 1918
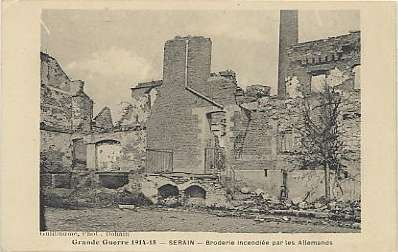
Das kriegszerstörte Dorf 1919

## Bevölkerungsentwicklung
| Jahr                       | 1962 | 1968 | 1975 | 1982 | 1990 | 1999 | 2007 | 2015 | 2022 |
| Einwohner                  | 612  | 534  | 501  | 459  | 404  | 420  | 390  | 411  | 390  |
| Quellen: Cassini und INSEE |      |      |      |      |      |      |      |      |      |

## Sehenswürdigkeiten
- Kirche Saint-Sauveur, Monument historique seit 1914[1]
- Serain Communal Cemetery Extension, Soldatenfriedhof der CWGC mit 110 Kriegsgräbern
- Wasserturm

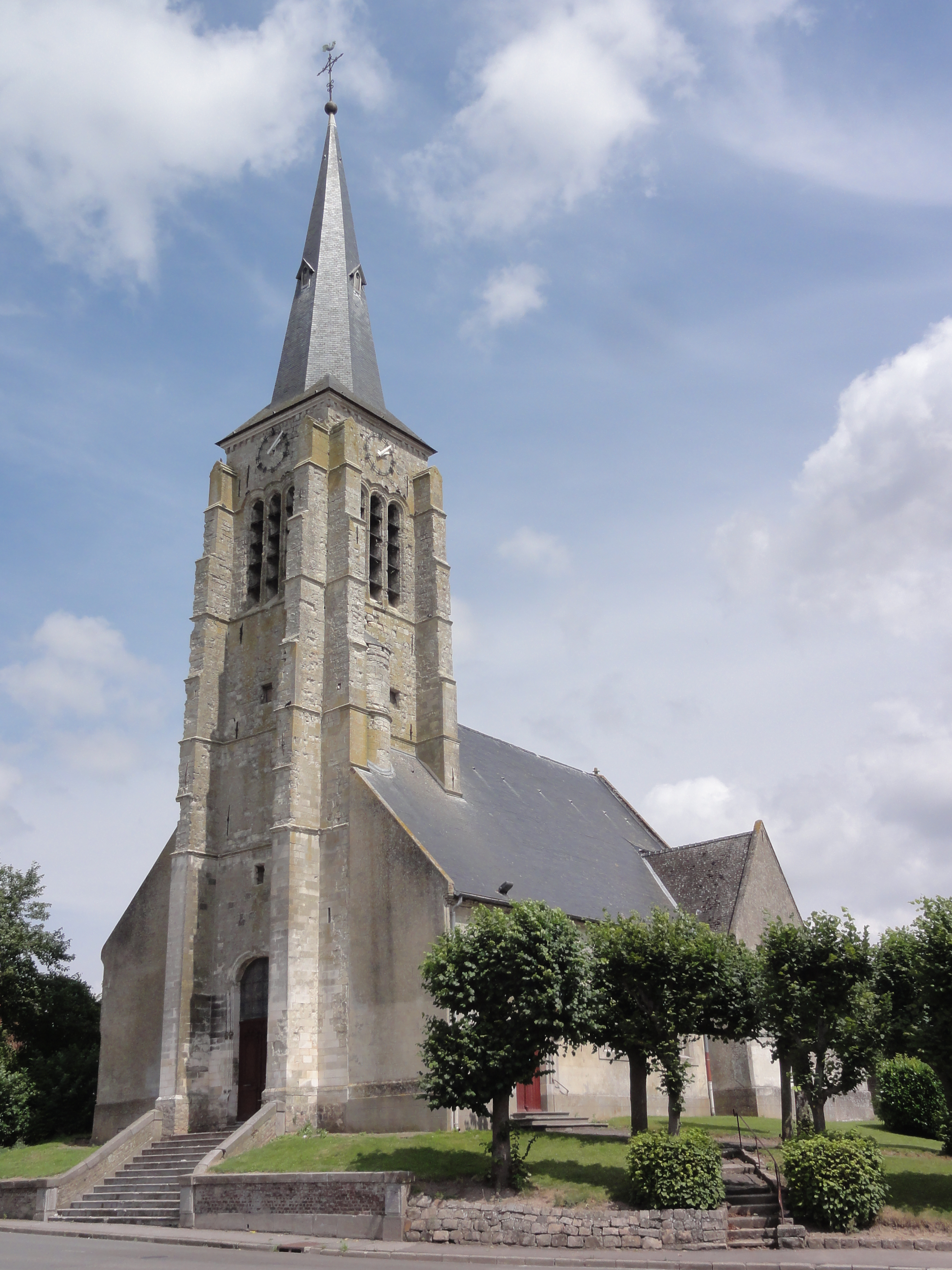
Kirche Saint-Sauveur
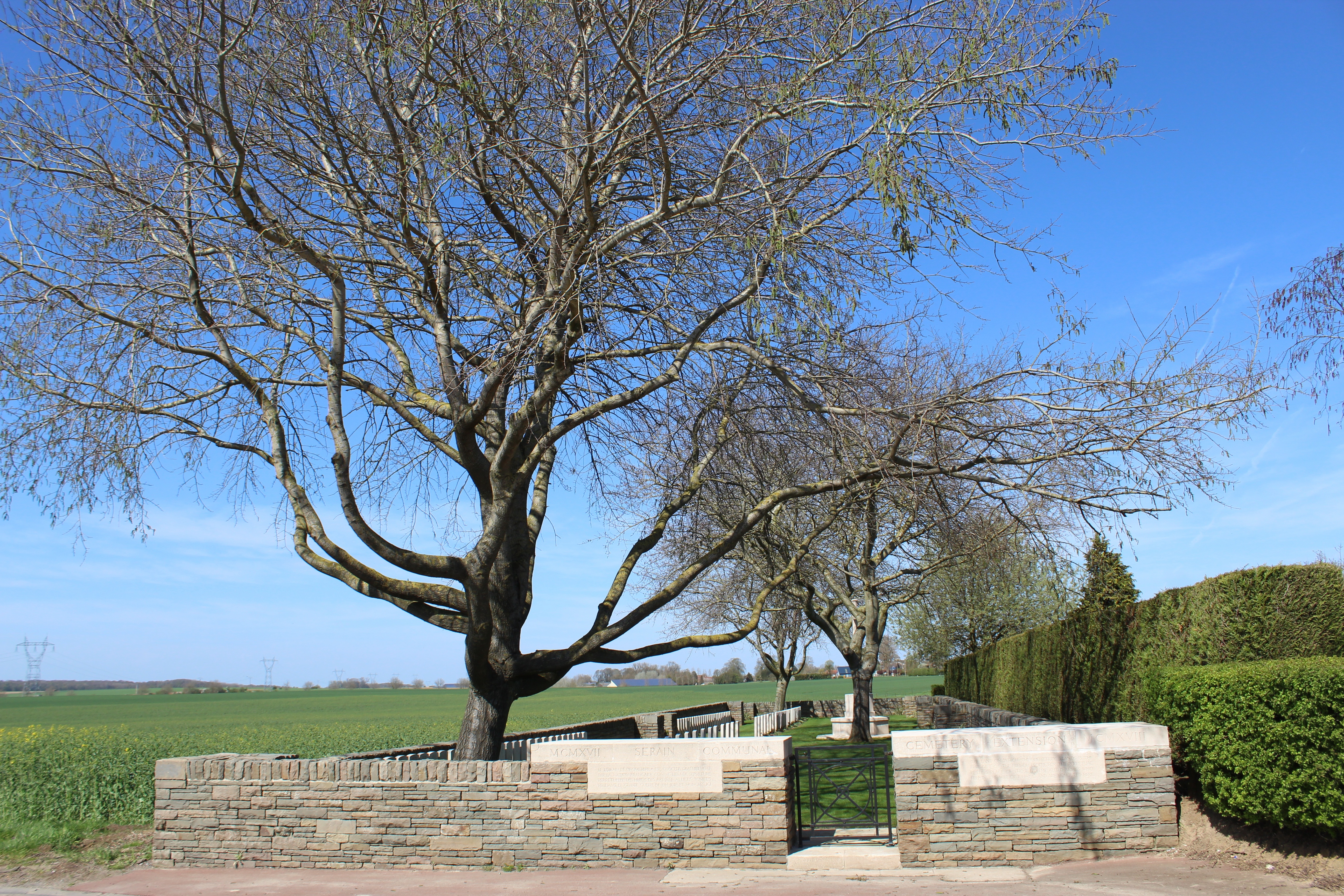
Serain Communal Cemetery Extension
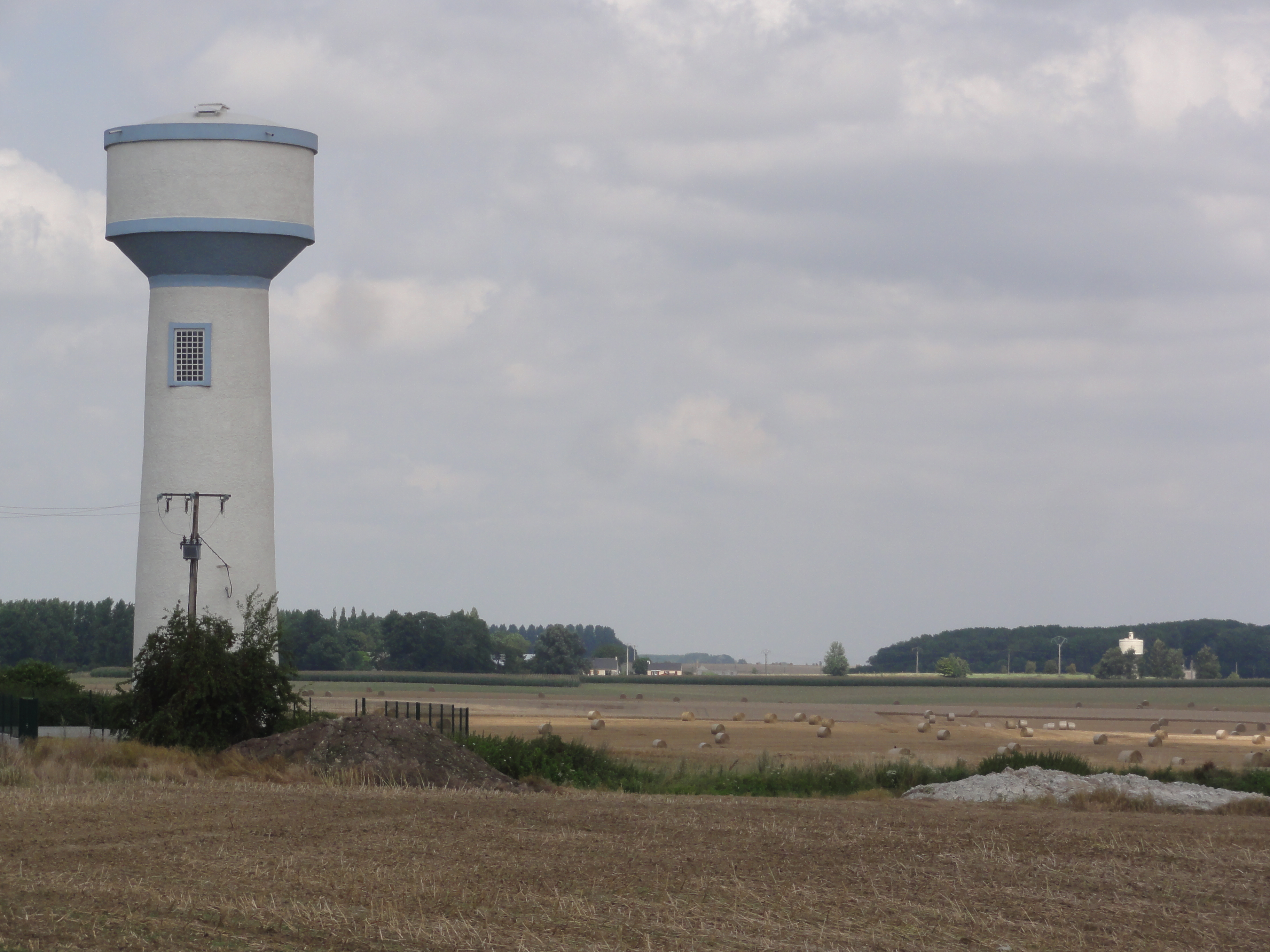
Wasserturm
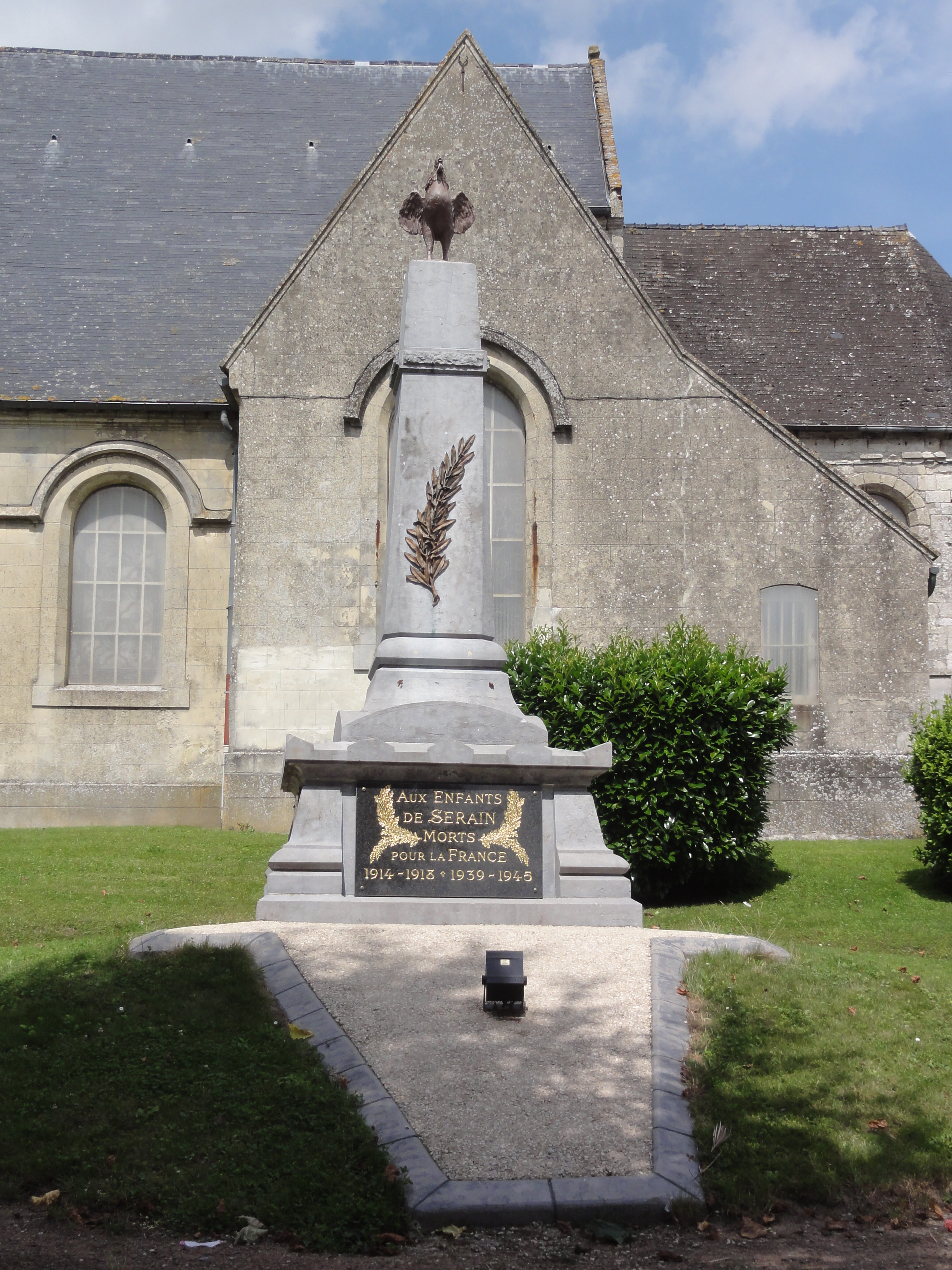
Gefallenendenkmal